# Kabinett Kubel II
Das Kabinett Kubel II bildete vom 10. Juli 1974 bis zum 15. Januar 1976 die Niedersächsische Landesregierung.
| Amt                                    | Name                       | Partei | Partei |
| -------------------------------------- | -------------------------- | ------ | ------ |
| Ministerpräsident                      | Alfred Kubel               |        | SPD    |
| Stellvertreter des Ministerpräsidenten | Rötger Groß                |        | FDP    |
| Inneres                                | Rötger Groß                |        | FDP    |
| Wirtschaft und Verkehr                 | Erich Küpker               |        | FDP    |
| Ernährung, Landwirtschaft und Forsten  | Klaus-Peter Bruns          |        | SPD    |
| Finanzen                               | Helmut Kasimier            |        | SPD    |
| Justiz                                 | Hans Schäfer               |        | SPD    |
| Kultus                                 | Ernst Gottfried Mahrenholz |        | SPD    |
| Wissenschaft und Kunst                 | Joist Grolle               |        | SPD    |
| Soziales                               | Helmut Greulich            |        | SPD    |
| Bundesangelegenheiten                  | Herbert Hellmann           |        | SPD    |